# Maria Devi Christos
Marina Tsvigun (em cirílico Марина Тсвигун) (Ucrânia, 1960), também conhecida como Maria Devi Christos (Мариа Деви Цхристос), ou ainda Victoria Victorovna Preobrazhenskaya (Вицториа Вицторовна Преобразхенскаyа) é uma religiosa ucraniana líder da seita "Nova Comunidade da Humanidade Iluminada", também conhecida como "YUSMALOS" (YUS - Youann Swami [também conhecido como Yuri Krivonogov, co-fundador]; MA - Maria; LOS - logos, uma referência a Jesus), ou ainda "Grande Irmandade Branca". Após a dissolução da União Soviética em 1991, a Grande Irmandade Branca foi um dos movimentos da Nova Era mais notáveis na região, com cerca de 80.000 membros, de acordo com dados oficiais.

## Biografia
Tsvigun nasceu em Stalino, Ucrânia Soviética, na então União Soviética, em 1960. Ela trabalhou como funcionária do comitê distrital da Liga Comunista Jovem, e também como jornalista e editora da rede de rádio da fábrica têxtil de Donetsk.
Em 1990, ela foi a uma palestra de Yuri Krivonogov, co-fundador da Grande Irmandade Branca, que a identificou como um novo Messias, recebendo posteriormente o título de "Sumo Sacerdote" da Grande Irmandade Branca.
Tsvigun e Krivonogov exigiam de seus membros que se desfizessem de seus laços familiares, e doassem dinheiro e propriedades para Irmandade. A Grande Irmandade Branca entrou em conflito com Igreja Ortodoxa Russa.

## Prisão e Condenação
Marina Tsvigun teria predito que o fim dos tempos e a descida do Espírito Santo ocorreria em 10 de novembro de 1993. Segundo ela, o evento seria acompanhado de um de seus sermões na Catedral de Santa Sofia em Kiev. Na data marcada, seus seguidores invadiram a Catedral de Santa Sofia e foram presos.
De acordo com relatos da Igreja Ortodoxa Russa, o Tribunal da Cidade de Kiev considerou Tsvigun e Krivonogov culpados de violarem a saúde da população, sob o pretexto de cerimônia religiosa, e invasão de propriedade, e foram a 4 e 7 anos de prisão, respectivamente, em fevereiro de 1997. A Grande Irmandade Branca protestou junto às Nações Unidas e à Corte Internacional de Justiça. Seis meses depois, em agosto do mesmo ano, Tsvigun foi libertada, como parte de anistia pelo 6º aniversário da independência da Ucrânia.

## Após a prisão
Ao sair da prisão, Tsvigun mudou seu nome para Victoria Victorovna Preobrazhenskaya, e casou-se com um membro da irmandade chamado Peter Kovalchuk (Петер Ковалцхук), conhecido como Peter-John II. Sob o nome de Victoria, ela deu início a um novo projeto multidimensional chamado "Poliarte Cósmica do Terceiro Milênio de Victoria Preobrazhenskaya", e tentou renovar o registro da Grande Irmandade Branca como organização pública, o que lhe foi negado.
Ela continuou suas atividades e organizou o "Colégio Místico de Ísis e Seus Seguidores". Publicou os panfletos doutrinários "A Ciência sobre a Luz e a Sua Transformação" e "O Último Testamento da Mãe do Mundo", ambos escritos por ela durante a prisão, e, em 2011 criou uma revista periódica chamada "Victoria RA".